# Kadidia Sangaré Coulibaly
Kadidia Sangaré Coulibaly (geb. 3. Mai 1962 in San, Mali) ist eine Anwältin und Politikerin in Mali.

## Leben
Kadidia Sangaré erwarb 1986 einen Abschluss in Rechtswissenschaft an der École nationale d’administration du Mali und arbeitete als Anwältin seit 1987. Sie wurde 2010 Präsidentin der Commission nationale des droits de l’homme (CNDH-Mali). Sie war auch eine der wichtigsten Reformerinnen dieser Institution. Sie wurde 2017 auf eine Amtszeit von 7 Jahre wiedergewählt.
Sie trat bei den Parlamentswahlen in Mali 2013 für die Liste der Union pour la République et la Démocratie (URD) im Wahlkreis San an, wurde aber im ersten Wahlgang nicht gewählt.
2018 wurde sie zur Ministerin für Menschenrechte in der Regierung von Soumeylou Boubèye Maïga ernannt.
Sie wurde in den Parlamentswahlen in Mali 2020 für San in die Assemblée nationale gewählt. Die Nationalversammlung wurde jedoch am 19. August 2020 nach einem Militärputsch aufgelöst.

## Ehrungen
- Offizier des Ordre National du Mali.[1].